# Hughson, Kalifornien
Hughson är en stad (city) i Stanislaus County, i delstaten Kalifornien, USA. Enligt United States Census Bureau har staden en folkmängd på 6 692 invånare (2011) och en landarea på 4,7 km².